# زبان‌های ژرمنی شمالی

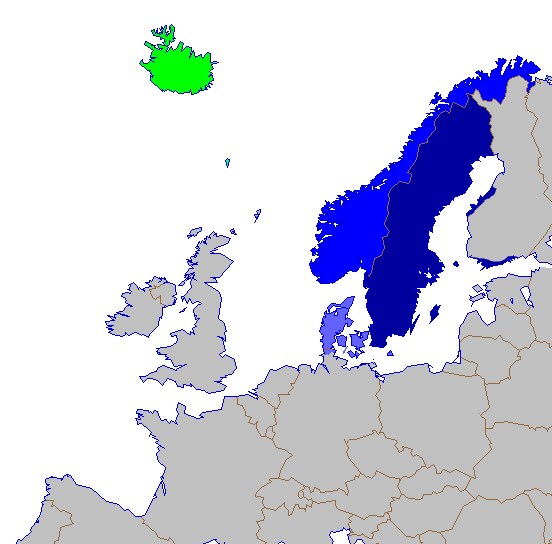
زبان‌های ژرمنی شمالی زبان‌های اسکاندیناویایی شرقی:
دانمارکی
نروژی
سوئدی
زبان‌های اسکاندیناویایی غربی:
فاروئی
ایسلندی

زبان‌های ژرمنی شمالی یا زبان‌های اسکاندیناویایی زبان‌هایی از شاخه هندواروپایی و یکی از شاخه‌های زبان‌های ژرمنی است. این زبان‌ها عبارتند از: زبان دانمارکی، زبان سوئدی، زبان نروژی، زبان ایسلندی و زبان فاروئی.